# Johannes Rydberg
Johannes Robert Rydberg, (prijatelji so ga klicali Janne), švedski fizik, * 8. november 1854, Halmstad, Švedska, † 28. december 1919, Lund, Švedska.

## Življenje in delo
Rydberg je najbolj znan po izpeljavi Rydbergove enačbe leta 1888, ki jo je uporabil za napoved valovnih dolžin fotonov (svetlobe in drugega elektromagnetnega valovanja), izsevanega pri spremembah energijskih nivojev elektrona v atomu.
Fizikalna konstanta, znana kot Rydbergova konstanta se imenuje po njem. Prav tako se po njem imenuje fizikalna enota rydberg, atomska enota za energijo (Hartreejeva energija), izpeljana iz Rydbergove konstante. Vzbujeni atomi z velikim glavnim kvantnim številom, ki ga izraža n v Rydbergovi enačbi, se imenujejo Rydbergovi atomi Rydbergova vera da lahko raziskave spektrov pomagajo pri teoretičnem razumevanju atomov in njihovih kemičnih značilnosti se je uresničila leta 1913 z Bohrovim delom (glej spekter vodikovega atoma).
Rydberg je poučeval na Univerzi v Lundu.

## Priznanja

### Poimenovanja
Po njem se imenuje udarni krater Rydberg na Luni in asteroid glavnega asteroidnega pasu 10506 Rydberg.